# Toyota TF109
De Toyota TF109 is een Formule 1-auto die gebruikt werd door Toyota in het seizoen 2009. De wagen werd online voorgesteld op 15 januari 2009 en reed voor het eerst op het Autódromo Internacional do Algarve op 18 januari. 
Er zat geen lijn in de resultaten die met deze wagen behaald werden: terwijl beide rijders zich op de eerste rij kwalificeerden in Bahrein, stonden ze op de laatste rij in Monaco. De beste resultaten kwamen pas tegen het einde van het seizoen, met een tweede plaats van Timo Glock in Singapore en een tweede plaats van Jarno Trulli in Japan. Na het seizoen verliet Toyota de Formule 1.
In 2010 gebruikte Pirelli deze wagen om haar terugkeer in de Formule 1 in 2011 voor te bereiden met als testrijders Nick Heidfeld, Pedro de la Rosa, Romain Grosjean en Lucas di Grassi.

## Resultaten
| Resultaat                       |
| ------------------------------- |
| Winnaar                         |
| Tweede plaats                   |
| Derde plaats                    |
| Gefinisht (punten behaald)      |
| Gefinisht (geen punten behaald) |
| Niet geklasseerd (NC)           |
| Uitgevallen (DNF)               |
| Niet gekwalificeerd (DNQ)       |
| Gediskwalificeerd (DSQ)         |
| Niet gestart (DNS)              |
| Gewond (INJ)                    |
| Uitgesloten (EX)                |
| Teruggetrokken (WD)             |
| Niet deelgenomen (blanco cel)   |
| P Pole position                 |
| S Snelste ronde                 |

| Jaar | Chassis      | Motor            | Banden | Coureurs        | 1   | 2     | 3   | 4   | 5   | 6   | 7   | 8   | 9   | 10  | 11  | 12  | 13  | 14  | 15  | 16  | 17  | Punten | WK-plaats |
| ---- | ------------ | ---------------- | ------ | --------------- | --- | ----- | --- | --- | --- | --- | --- | --- | --- | --- | --- | --- | --- | --- | --- | --- | --- | ------ | --------- |
| 2009 | Toyota TF109 | Toyota RVX-09 V8 | B      |                 | AUS | MAL ‡ | CHN | BHR | SPA | MON | TUR | GBR | DUI | HON | EUR | BEL | ITA | SIN | JPN | BRA | ABU | 59,5   | 5         |
| 2009 | Toyota TF109 | Toyota RVX-09 V8 | B      | Jarno Trulli    | 3   | 4     | DNF | 3PS | DNF | 13  | 4   | 7   | 17  | 8   | 13  | DNF | 14  | 12  | 2   | DNF | 7   | 59,5   | 5         |
| 2009 | Toyota TF109 | Toyota RVX-09 V8 | B      | Timo Glock      | 4   | 3     | 7   | 7   | 10  | 10  | 8   | 9   | 9   | 6   | 14S | 10  | 11  | 2   | DNS |     |     | 59,5   | 5         |
| 2009 | Toyota TF109 | Toyota RVX-09 V8 | B      | Kamui Kobayashi |     |       |     |     |     |     |     |     |     |     |     |     |     |     |     | 9   | 6   | 59,5   | 5         |
| Jaar | Chassis      | Motor            | Banden | Coureurs        | 1   | 2     | 3   | 4   | 5   | 6   | 7   | 8   | 9   | 10  | 11  | 12  | 13  | 14  | 15  | 16  | 17  | Punten | WK-plaats |

‡ Helft van de punten, omdat minder dan 75% van de raceafstand was afgelegd.